# Uropeltis liura
Uropeltis liura är en ormart som beskrevs av Günther 1875. Uropeltis liura ingår i släktet Uropeltis och familjen sköldsvansormar. Inga underarter finns listade i Catalogue of Life.
Arten är bara känd från tre mindre områden i södra Indien. Den hittades mellan 750 och 1500 meter över havet. Uropeltis liura lever i städsegröna fuktiga bergsskogar som ligger i bergstrakternas dalgångar. Ormen besöker även trädgårdar och odlingsmark.
Inget är känt om artens levnadssätt samt populationens storlek. IUCN listar Uropeltis liura med kunskapsbrist (DD).